# Wolfenschiessen
Wolfenschiessen är en ort och kommun i kantonen Nidwalden, Schweiz. Till kommunen hör också orten Oberrickenbach som ligger i en högt belägen sidodal, cirka 4 kilometer från orten Wolfenschiessen. Kommunen har 2 110 invånare (2023).